# Rari Nantes Imperia (femminile) 2015-2016

## Rosa
| N° |                   | Ruolo | Giocatore          |
| -- | ----------------- | ----- | ------------------ |
|    | Italia (bandiera) | P     | Cecilia Solaini    |
|    | Italia (bandiera) | P     | Sara Sowe          |
|    | Italia (bandiera) | D     | Laura Drocco       |
|    | Italia (bandiera) | D     | Elena Borriello    |
|    | Italia (bandiera) | D     | Federica Crocetta  |
|    | Italia (bandiera) | CV    | Jamila Tedesco     |
|    | Italia (bandiera) | CV    | Martina Bencardino |
|    | Italia (bandiera) | CV    | Sara Amoretti      |

| N° |                   | Ruolo | Giocatore             |
| -- | ----------------- | ----- | --------------------- |
|    | Russia (bandiera) | CV    | Evgenija Pustynnikova |
|    | Italia (bandiera) | A     | Silvia Gamberini      |
|    | Italia (bandiera) | A     | Giulia Cuzzupè        |
|    | Italia (bandiera) | A     | Margherita Garibbo    |
|    | Italia (bandiera) | A     | Nicole Ruma           |
|    | Italia (bandiera) | A     | Sofien Mirabella      |
|    | Italia (bandiera) | CB    | Emanuela Mori         |

| Allenatrice: | Mercedes Stieber |

## Mercato
| Acquisti | Acquisti              | Acquisti          | Acquisti |
| R.       | Nome                  | da                |          |
| -------- | --------------------- | ----------------- | -------- |
| CV       | Evgenija Pustynnikova | Firenze Waterpolo |          |
| CB       | Emanuela Mori         | Rapallo           |          |

| Cessioni | Cessioni         | Cessioni      | Cessioni |
| R.       | Nome             | a             |          |
| -------- | ---------------- | ------------- | -------- |
| P        | Giulia Gorlero   | Messina       |          |
| D        | Anaid Ralat      | fine rapporto |          |
| D        | Francesca Pomeri | Cosenza       |          |
| A        | Silvia Motta     | Cosenza       |          |
| A        | Giulia Emmolo    | Olympiakos    |          |
| CB       | Elisa Casanova   | Rapallo       |          |

## Risultati

### Serie A1

#### Girone di andata
| Arbitri: | Francesco Romolini Domenico Rotondano |

|                                                   |           |                                                             |
| Zimmerman: 3 Verducci, Budassi:2 Manzoni, Mina: 1 | Marcatori | 1: Amoretti, Borriello, Pustynnikova, Tedesco, Mori, Drocco |

| Arbitri: | Fabio Brasiliano Massimiliano Sponza |

|                                   |           |                                                              |
| Pustynnikova, Mori, Bencardino: 1 | Marcatori | 7: Garibotti 3: Radicchi 2: Bosurgi 1: Lopez, Gitto, Zaffina |

| Arbitri: | Paolo Bensaia Stefano Pinato |

|                                                        |           |                                       |
| Avegno: 3 Sessarego, Criscuolo: 2 Zanetta, Tankeeva: 1 | Marcatori | 4: Pustynnikova 1: Gamberini, Garibbo |

| Arbitri: | Fabio Collantoni Francesco Romolini |

|                                                              |           |                                                                                    |
| Cuzzupè: 3 Gamberini: 2 Garibbo, Mori, Bencardino, Drocco: 1 | Marcatori | 5: Palmieri 4: Di Mario 3: Marletta 2: Santapaola 1: Greenwood, Buccheri, Lombardo |

| Arbitri: | Leonardo Ceccarelli Michele Minelli |

|                                                                                                |           |                                   |
| Queirolo: 4 M. Savioli, Lascialandà: 3 I. Savioli, Millo, Dario, Nencha: 2 Barzon, Gottardo: 1 | Marcatori | 1: Pustynnikova, Cuzzupè, Tedesco |

| Arbitri: | Paolo Bensaia Massimiliano Sponza |

|                                               |           |                                                                                            |
| Pustynnikova: 2 Amoretti, Mori, Bencardino: 1 | Marcatori | 3: Pomeri, D'Amico 2: Citino, De Mari, Koide, Presta 1: Gallo, S. Motta, Nicolai, R. Motta |

| Arbitri: | Daniele Bianco Marina Valdettaro |

|                                                                                           |           |                                                 |
| Rogondino, Cocchiere, Frassinetti: 3 Viacava, Maggi, Rambaldi: 2 Dufour, Trucco, Millo: 1 | Marcatori | 2: Pustynnikova 1: Amoretti, Gamberini, Garibbo |

| Arbitri: | Luca Castagnola Alberto Rovida |

|                                                   |           |                                            |
| Bencardino, Drocco: 3 Pustynnikova: 2 Amoretti: 1 | Marcatori | 6: Albiani 2: Galardi, Bartolini 1: Giachi |

| Arbitri: | Marco Ercoli Bruno Navarra |

|                                                      |           |                                                |
| Tortora: 3 Monaco, Anastasio, Migliaccio, Foresta: 1 | Marcatori | 4: Pustynnikova 3: Mori 2: Amoretti 1: Tedesco |

#### Girone di ritorno
| Arbitri: | Giuseppe Fusco Cristina Taccini |

|                                                               |           |                                                       |
| Amoretti, Pustynnikova: 3 Cuzzupè: 2 Borriello, Bencardino: 1 | Marcatori | 3: Verducci 2: Zimmerman, Manzoni 1: Barboni, Budassi |

| Arbitri: | Mario Bianchi Giuseppe Ibba |

|                                                                  |           |                                       |
| Garibotti: 5 Aiello: 4 Radicchi, Bosurgi: 2 Morvillo, D'Agata: 1 | Marcatori | 2: Pustynnikova 1: Borriello, Cuzzupè |

| Arbitri: | Alessia Ferrari Massimo Savarese |

|                                                                           |           |                                                                                        |
| Pustynnikova: 2 Amoretti, Gamberini, Garibbo, Mori, Bencardino, Drocco: 1 | Marcatori | 4: S. Criscuolo 2: Casanova 1: Avegno, Sessarego, Tankeeva, Arbus, C. Criscuolo, Cotti |

| Arbitri: | Tommaso Boccia Stefano Riccitelli |

| |           |                                                         |
| Di Mario, Palmieri: 3 Santapaola, Marletta: 2 Campione, Grillo, Buccheri, Aiello, Riccioli, Lombardo: 1 | Marcatori | 4: Pustynnikova 2: Drocco 1: Borriello, Gamberini, Mori |

| Arbitri: | Luca Iacovelli Marco Piano |

|                                                                |           |                                                                                    |
| Amoretti: 2 Pustynnikova, Cuzzupè, Mori, Bencardino, Drocco: 1 | Marcatori | 5: Gottardo 3: Barzon, Nencha 2: Queirolo, Robinson, Lascialandà 1: Savioli, Fisco |

| Arbitri: | Gianfranco Bonavita Antonio Guarracino |

|                                                               |           |                                                       |
| Marani: 3 S. Motta, R. Motta: 2 Citino, Garritano, D'Amico: 1 | Marcatori | 2: Pustynnikova 1: Amoretti, Cuzzupè, Gamberini, Mori |

| Arbitri: | Massimo Savarese Massimiliano Sponza |

|                                                      |           |                                                                         |
| Pustynnikova: 4 Amoretti, Bencardino: 2 Borriello: 1 | Marcatori | 3: Millo, Rogondino 2: Viacava, Dufour, Frassinetti 1: Maggi, Cocchiere |

| Arbitri: | Tommaso Boccia Vittorio Frauenfelder |

|                                                                        |           |            |
| Tabani: 4 Albiani, Bartolini: 3 Francini: 2 Bosco, Repetto, Galardi: 1 | Marcatori | 1: Garibbo |

| Arbitri: | Marina Valdettaro Andrea Zedda |

|                                                                 |           |                                                                               |
| Bencardino: 5 Cuzzupè: 3 Pustynnikova, Garibbo, Mori, Drocco: 1 | Marcatori | 3: Tortora, Foresta 2: Monaco, De Magistris, Centanni 1: Migliaccio, Acampora |

### Coppa Italia

#### Prima Fase
Tre gruppi da tre e quattro squadre ciascuno: L'Imperia è inclusa nel Gruppo A, disputato a Rapallo.
| Arbitri: | Fabio Brasiliano Alberto Rovida |

|                                                    |           |                                                         |
| Arbus: 7 Avegno: 3 Sessarego, Tankeeva, Ioannou: 1 | Marcatori | 3: Pustynnikova 1: Borriello, Tedesco, Mori, Bencardino |

| Arbitri: | Fabio Brasiliano Marco Piano |

|                                                         |           |                                                                   |
| Bencardino: 3 Pustynnikova, Cuzzupè, Tedesco, Drocco: 1 | Marcatori | 3: Millo 2: Trucco 1: Viacava, Gualdi, Maggi, Rogondino, Rambaldi |

#### Seconda Fase
Tre gruppi da tre e quattro squadre ciascuno: si qualificano alla Final Six le prime due di ciascun gruppo. L'Imperia è inclusa nel Gruppo A, disputato a Bogliasco
| Arbitri: | Luca Castagnola Marco Piano |

|                                                                                    |           |                                                     |
| Cocchiere: 4 Rogondino: 3 Viacava, Dufour, Maggi, Boero: 2 Rambaldi, Santinelli: 1 | Marcatori | 3: Pustynnikova 1: Amoretti, Cuzzupè, Tedesco, Mori |

| Arbitri: | Marco Piano Massimiliano Sponza |

|                                                                               |           |                                                                       |
| Amoretti: 2 Borriello, Pustynnikova, Tedesco, Gamberini, Mori, Bencardino : 1 | Marcatori | 3: S. Criscuolo, Ioannou 1: Zanetta, Casanova, C. Criscuolo, Lamarino |

## Statistiche

### Statistiche di squadra
- Statistiche aggiornate al 14 maggio 2016.

| Competizione | Punti | In casa | In casa | In casa | In casa | In casa | In casa | In trasferta | In trasferta | In trasferta | In trasferta | In trasferta | In trasferta | Neutro | Neutro | Neutro | Neutro | Neutro | Neutro | Totale | Totale | Totale | Totale | Totale | Totale | DR   |
| Competizione | Punti | G       | V       | N       | P       | Gf      | Gs      | G            | V            | N            | P            | Gf           | Gs           | G      | V      | N      | P      | Gf     | Gs     | G      | V      | N      | P      | Gf     | Gs     | DR   |
| ------------ | ----- | ------- | ------- | ------- | ------- | ------- | ------- | ------------ | ------------ | ------------ | ------------ | ------------ | ------------ | ------ | ------ | ------ | ------ | ------ | ------ | ------ | ------ | ------ | ------ | ------ | ------ | ---- |
| Serie A1     | 6     | 9       | 1       | 0       | 8       | 72      | 129     | 9            | 1            | 0            | 8            | 50           | 119          | 0      | 0      | 0      | 0      | 0      | 0      | 18     | 2      | 0      | 16     | 122    | 248    | -126 |
| Coppa Italia | -     | 0       | 0       | 0       | 0       | 0       | 0       | 4            | 0            | 0            | 4            | 30           | 55           | 0      | 0      | 0      | 0      | 0      | 0      | 4      | 0      | 0      | 4      | 30     | 55     | -25  |
| Totale       | -     | 9       | 1       | 0       | 8       | 72      | 129     | 13           | 1            | 0            | 12           | 80           | 174          | 0      | 0      | 0      | 0      | 0      | 0      | 22     | 2      | 0      | 20     | 152    | 303    | -151 |

### Classifica marcatori
| Tot. | Giocatrice            | A1 | CI |
| ---- | --------------------- | -- | -- |
| 44   | Evgenija Pustynnikova | 36 | 8  |
| 21   | Martina Bencardino    | 16 | 5  |
| 18   | Sara Amoretti         | 15 | 3  |
| 15   | Emanuela Mori         | 12 | 3  |
| 14   | Giulia Cuzzupè        | 12 | 2  |
| 11   | Laura Drocco          | 10 | 1  |
| 9    | Silvia Gamberini      | 8  | 1  |
| 7    | Jamila Tedesco        | 3  | 4  |
| 7    | Elena Borriello       | 5  | 2  |
| 6    | Margherita Garibbo    | 6  | 0  |